# Heterostraci
Hétérostracés
Sous-classe
Les Heterostraci soit hétérostracés en français, forment une sous-classe éteinte de vertébrés marins fossiles sans mâchoires, aujourd'hui classés parmi les Ptéraspidomorphes. L'autre grand groupe d'Ostracodermes, les Céphalaspidomorphes, comprenant les ostéostracés, est le plus proche parent des Gnathostomes (vertébrés à mâchoires).

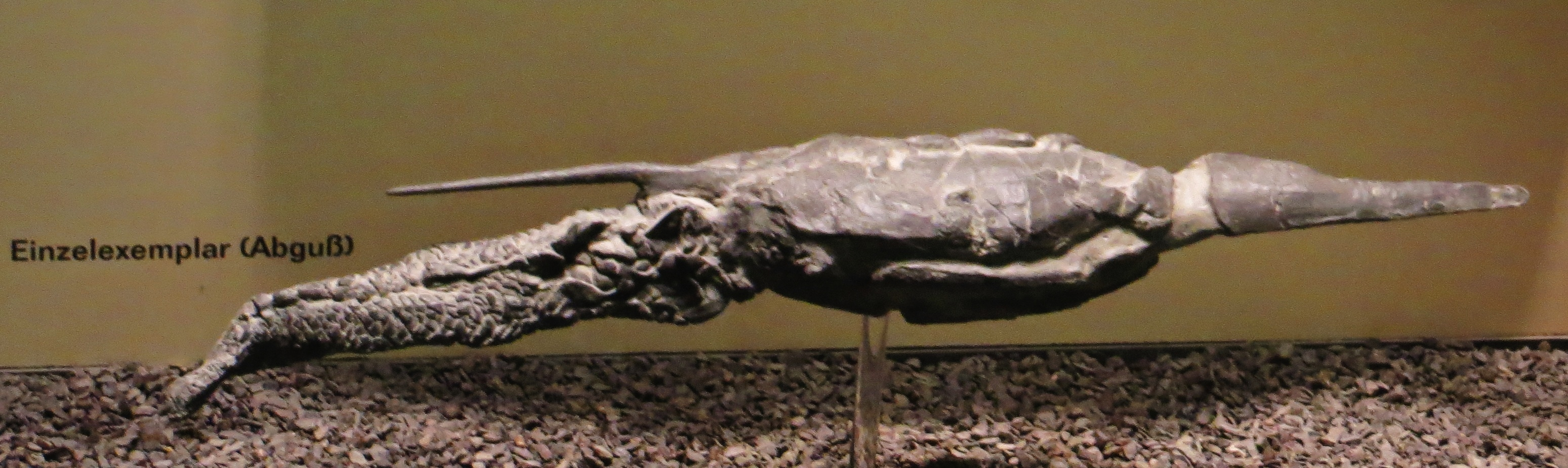
Fossile de Rhinopteraspis dunensis exposé au Muséum Senckenberg (Allemagne)

Les hétérostracés ont vécu du Silurien inférieur au Dévonien supérieur.

## Caractéristiques
Les Hétérostracés sont protégés par un bouclier facial formé d'un os unique, ne grandissant plus une fois l'animal adulte. Leur corps est aplati et leur bouche est située sur le devant de la tête en position rostrale.

## Sources
1. ↑  Philippe Janvier, (en) Early Vertebrates,  Oxford University Press 1998,  (ISBN 0-19-854047-7).

- « Les Règnes de la matière vivante »